# Hiroyuki Furuta
Hiroyuki Furuta (japanisch 古田 寛幸 Furuta Hiroyuki; * 23. Mai 1991 in Hokkaido) ist ein japanischer Fußballspieler.

## Karriere
Furuta erlernte das Fußballspielen in der Jugendmannschaft von Consadole Sapporo. Seinen ersten Vertrag unterschrieb er 200 bei Consadole Sapporo. Der Verein spielte in der zweithöchsten Liga des Landes, der J2 League. Am Ende der Saison 2011 stieg der Verein in die J1 League auf. Am Ende der Saison 2012 stieg der Verein wieder in die J2 League ab. Für den Verein absolvierte er 115 Ligaspiele. Im Juli 2014 wurde er an den Ligakonkurrenten Kamatamare Sanuki ausgeliehen. Für den Verein absolvierte er 14 Ligaspiele. 2015 kehrte er zu Consadole Sapporo zurück. Für den Verein absolvierte er 22 Ligaspiele. 2016 wechselte er zum Ligakonkurrenten Zweigen Kanazawa. Für den Verein absolvierte er 23 Ligaspiele. 2017 wechselte er zum Drittligisten Blaublitz Akita. Für den Verein absolvierte er 65 Ligaspiele. Ende 2019 beendete er seine Karriere als Fußballspieler.